# Саніє Налбандова
Саніє Налбандова (крим. Sanine Nalbandova, 1 листопада 1918, Морське — 10 червня 2014) — кримськотатарська акторка. Грала у Кримськотатарський академічний музично-драматичний театр з 1930-х по 1941 рік.

## Біографія
Народилася в сім'ї Сафіє та Мемета Налбандових другою дитиною з шести. ЇЇ сестра Сакіне Налбандова (1915-?) стала виконавицею кримськотатарських народних пісень. Вигнана голодом у Криму 1921 року родина переїхала до Стамбула, де батько деякий час працював, перш ніж повернутися. У середині 1920-х в області проходила примусова колективізація; при цьому дід Саніє — батько Мемета — був висланий до Сибіру і там загинув.
Після закінчення сільської школи Саніє вирушила в Керч, де працювала на фабриці й навчалася в спорідненій школі. За пропозицією своєї старшої сестри та її чоловіка Решата Рефатова (радіоведучий і брат композитора Асана Рефатова), вона почала готуватися до вступу в (технічну) театрально-музичну школу. При надходженні її оцінював композитор Ях'ї Шерфедінов. Серед його учнів були письменник Абдулла Дерменчі, танцюрист Усейн Баккал, композитор Асан Рефатов.
Після виступу Саніє Налбандова зустріла Усейна Асанова і 5 квітня 1938 одружилася з ним. У цей період почалися масові переслідування кримських татар, у тому числі родичів співачки: так, її шваґра, композитора Асана Рефатова, було розстріляно за підсумками спрощеного суду. У 1939 році чоловік Саніє, військовий лікар за фахом, був направлений на Далекий Схід, залишивши її в Криму вагітною. 31 грудня 1939 року Саніє народила доньку Зарему і вже незабаром після пологів повернулася до акторської діяльності.
В 1941 році поїхала до чоловіка на Далекий Схід і більше не поверталася на сцену. Під час Другої світової війни освоїла професію медсестри та іноді влаштовувала спектаклі в госпіталях. У 1945 році народила сина Руслана.
Серед її племінників — актор Ахтем Сеітаблаєв.

## Кар'єра
Після закінчення театрально-музичного училища Саніє Налбандова була прийнята на роботу в Кримськотатарський академічний музично-драматичний театр, де її колегами були Сара Байкіна, Сервер Джетере, Маґінур Ішнязова-Мустафаєва, Білял Паріков. Першою роллю акторки стала Лейла у виставі «Насреддін оджа».